# 남해 화방사 동종
남해 화방사 동종(南海 花芳寺 銅鍾)은 대한민국 경상남도 남해군 화방사에 있는 조선시대의 동종이다. 2010년 3월 11일 경상남도의 유형문화재 제495호로 지정되었다.

## 같이 보기
- 남해 화방사

## 참고 문헌
- 남해 화방사 동종 - 국가유산청 국가유산포털